# 苏格兰国歌

蘇格蘭皇家纹章

蘇格蘭沒有正式的國歌，目前最有希望成為蘇格蘭國歌的有：
- 《蘇格蘭之花》
- 《蘇格蘭勇士》
- 《高地大教堂》
- 《无论何时都要保持尊严（英语：Is There for Honest Poverty）》
- 《苏格兰人（英语：Scots Wha Hae）》
- 《友谊地久天长》
- 《苏格兰纹章（英语：The Thistle o' Scotland (song)）》